# Kuksonia
Kuksonia (Cooksonia) – najstarsza roślina lądowa, której znane są kompletne makroskamieniałości; należała do ryniofitów. 
Pojawiła się w wenloku (ok. 432 mln lat temu) i istniała do wczesnego dewonu. Osiągała wysokość do 10 cm. Była najprawdopodobniej rośliną bagienną lub przybrzeżną. Posiadała kłącza, czyli podziemne lub podwodne łodyżki. Kłącza rozgałęziały się widlasto (dychotomicznie) i zawierały wiązkę przewodzącą ułożoną centralnie. Końcowe odgałęzienia interpretuje się jako telomy. U sporofitów zarodnie znajdowały się zawsze na szczycie telomu. U gametofitów występowały tam natomiast kuliste gametangia. Kuksonia miała izomorficzną przemianę pokoleń.
Znanych jest osiem gatunków różniących się kształtem zarodni: Cooksonia pertoni, C. hemisphaerica, C. cambrensis, C. caledonica i C. paranensis, C. banksii, C. bohemica i C. barrandei.
Łacińska nazwę rodzajową Cooksonia nadał William Henry Lang w 1937 roku dla upamiętnienia swojej współpracowniczki Isabel Cookson, która zebrała okazy Cooksonia pertoni w kamieniołomie Perton Quarry w 1934 roku.